# Гейр Гільмар Горде
Гейр Гільмар Горде (ісл. Geir Hilmar Haarde, вимова: [ˈceːir̥ ˈhɪlmar̥ ˈhɔrtɛ]; нар. 8 квітня 1951 року) — прем'єр-міністр Ісландії з 15 червня 2006 року по 1 лютого 2009 року, колишній лідер Партії незалежності.

## Біографія
Депутат Альтингу від 1987 року, міністр фінансів у 1998-2005 роках, міністр закордонних справ у 2005-2006 роках. 2005 року був обраний лідером Партії незалежності замість Давіда Оддссона.
2009 року після фактичного банкрутства країни та жорстокого придушення мітингів був вимушений піти у відставку. Визнаний виданням The Guardian одним з головних винуватців світової фінансової кризи.